# American Beauty/American Psycho
American Beauty/American Psycho (сокращённо как AB/AP; рус. Американская красавица/Американский психопат) — шестой студийный альбом американской рок-группы Fall Out Boy, выпущенный лейблом Island Records 16 января 2015 года.

## Запись альбома
Свой шестой студийный альбом Fall Out Boy начали записывать в 2014 году во время совместного с американской рок-группой Paramore летнего тура «Monumentour». Вскоре после написания песен началась запись альбома. К концу ноября 2014 года все песни были написаны, и альбом был готов на 80 %. Одной из первых записанных композиций стала песня «Centuries», после релиза которой группа заявила о намерении выпустить альбом в начале 2015 года.

## Название
Первая половина названия «American Beauty» заимствована у шестого студийного альбома американской рок-группы Grateful Dead и у одноимённого фильма 1999 года «Красота по-американски». Вторая половина «American Psycho» отсылает к роману американского писателя Брета Истона Эллиса «Американский психопат».

## Список композиций
| №                   | Название                          | Длительность |
| ------------------- | --------------------------------- | ------------ |
| 1.                  | «Irresistible»                    | 3:26         |
| 2.                  | «American Beauty/American Psycho» | 3:15         |
| 3.                  | «Centuries»                       | 3:48         |
| 4.                  | «The Kids Aren't Alright»         | 4:20         |
| 5.                  | «Uma Thurman»                     | 3:31         |
| 6.                  | «Jet Pack Blues»                  | 2:59         |
| 7.                  | «Novocaine»                       | 3:46         |
| 8.                  | «Fourth of July»                  | 3:44         |
| 9.                  | «Favorite Record»                 | 3:23         |
| 10.                 | «Immortals»                       | 3:09         |
| 11.                 | «Twin Skeleton's (Hotel in NYC)»  | 3:40         |
| Общая длительность: | Общая длительность:               | 39:01        |